# Вадільйо
Вадільйо (ісп. Vadillo) — муніципалітет в Іспанії, у складі автономної спільноти Кастилія-і-Леон, у провінції Сорія. Населення — 144 особи (2010).
Муніципалітет розташований на відстані близько 160 км на північ від Мадрида, 45 км на захід від Сорії.

## Демографія
Динаміка населення (INE ):